# Danilo Muzé
Danilo Muzé (ur. 19 kwietnia 1997 w Maputo) – mozambicki piłkarz grający na pozycji obrońcy. Od 2020 jest zawodnikiem klubu CD Costa do Sol.

## Kariera klubowa
Swoją karierę piłkarską Muzé rozpoczął w klubie CD Maxaquene. W 2015 roku zadebiutował w jego barwach w pierwszej lidze mozambickiej. W 2017 roku grał w UD Songo, z którym został mistrzem kraju. W latach 2018–2019 ponownie występował w CD Maxaquene, a w 2020 został zawodnikiem CD Costa do Sol.

## Kariera reprezentacyjna
W reprezentacji Mozambiku Muzé zadebiutował 26 czerwca 2017 w przegranym 0:4 meczu Pucharu COSAFA 2017 z Zimbabwe, rozegranym w Moruleng.